# チェット・アトキンス
チェット・アトキンス（Chester Burton Atkins、1924年6月20日 - 2001年6月30日）は、アメリカ合衆国のミュージシャン、アメリカ合衆国のギタリスト。基本的にはカントリー・ミュージシャンだが、ジャズやブルースからの影響も吸収し、また、後のロック・ギタリスト（ジョージ・ハリスン、スティーヴ・ハウ等）にも多大な影響を与えた。生涯において、13作品（他ミュージシャンとの連名も含む）でグラミー賞を受賞し、1993年にはグラミー賞の生涯功労賞も受賞。「ミスター・ギター」と称される。
2011年、「ローリング・ストーンの選ぶ歴史上最も偉大な100人のギタリスト」において第21位。

## 来歴
テネシー州ラットル生まれ。父はヴァイオリンやピアノを弾け、母違いの兄もギターを弾けることもあり、チェットも早くから音楽に目覚めていった。最初はウクレレを始め、やがてギターに転向。しかし、少年時代は喘息を持っていたため、父と共にジョージア州に移る。
1939年、マール・トラヴィスやレス・ポールというギタリストの演奏をラジオで聴き、衝撃を受けたチェットは、我流でマスターしようとする。そのことが、チェット独特のピッキング・スタイルの元となっていった。そのため、デビュー当時は「マール・トラヴィスの真似事」と批判されたこともある。
ハイスクール卒業後は、ラジオ番組でギタリストとしての仕事を得る。この頃、クラシックのアンドレス・セゴビアや、ジャズ畑のジャンゴ・ラインハルトを知り、影響を受けていった。
1946年、初めてシングル・レコードを発表。ほどなくRCAビクター（後のRCAレコード）と契約し、チェットの黄金時代に繋がっていく。1947年、シカゴにてRCAビクターとして初めてのレコーディングを行なったがリリースされなかった。同年、RCAとしていくつかのラジオ番組に出演したが、テネシー州ノックスビルに転居してホマー&ジェスロと共にラジオ局WNOXにて土曜の新番組『The Tennessee Barn Dance 』および人気番組『Midday Merry Go Round 』に出演するようになった。1949年、WNOXを離れ、ジューン・カーター with マザー・メイベル&ザ・カーター・シスターズに参加し、ミズーリ州スプリングフィールドのラジオ局KWTOに出演するようになった。長く活動してきたカーター・ファミリーは母メイベル・カーターとその娘たちジューン、ヘレン、アニタを中心に活動するようになっていた。アトキンスを含むこのグループはすぐに『グランド・オール・オープリー』からの興味を惹き、1950年代中期、グループはテネシー州ナッシュビルに転居した。アトキンスはレコーディング・セッションを始め、WSMや『オープリー』で演奏するようになった。1950年代、アトキンスは『オープリー』のメンバーとなった。
アルバム『A SESSION WITH CHET ATKINS』（1954年）が高く評価され、1955年にはシングル「Mister Sandman」がカントリー・チャートの13位にランク・イン。これによりチェットは大きな名声を得た。また、自己名義での活動以外にも、スタジオ・ミュージシャンとしても活動。エルヴィス・プレスリーの大ヒット曲「ハートブレイク・ホテル」や「ハウンド・ドッグ」でリズム・ギターを演奏したのに加えて、ハンク・ウィリアムスやエヴァリー・ブラザース等のセッションにも参加した。
チェット・アトキンスの独自の奏法による逸話として『ヤンキードゥードル・ディキシー』がある。チェットはコンサート会場でリクエストを受け付けたが、「『ヤンキードゥードゥル（アメリカ独立軍歌）』を演ってほしい」という客と「『ディキシー（南北戦争時の南軍の軍歌）』を演ってくれ」という客が争いになってしまった。チェットは「では2曲同時に弾きましょう」と言い、2つのまったく別の曲を同時に弾いて見せた。後にレコーディングされ、4曲入りEPのB面に収録された（独自のアレンジを加えており、さらに2曲とも作者不詳だったため、作曲者としてチェット・アトキンスの名前が載っている）。
1965年、日本で行われたパッケージ・ツアー「ポップ&カントリー・フェスティバル」に参加。
ジェリー・リードとの共演作『ミー・アンド・ジェリー』（1970年）は、グラミー賞ベスト・カントリー・インストゥルメンタル部門を受賞。1973年には、日本歌曲のカバー・アルバム『日本の詩（Discover Japan）』を発表。『チェスター・アンド・レスター』（1976年）は、チェットにとって憧れの存在であったレス・ポールとの連名のアルバムで、同作もグラミー賞受賞に至った。
1979年、品質改善が見込めないとしてグレッチとのエンドーズ契約を解消する。以降はギブソン製のギターを使用する。ギブソン契約前にはフェンダーなどの他社のギターも使っていた（チェットがソリッドボディのギターを弾くのは非常に珍しい）。
1982年、長年籍を置いてきたRCAレコードを去り、コロムビア・レコードに移籍。その後も精力的な活動を続ける。1990年にはマーク・ノップラーとの連名でアルバム『ネック&ネック』を発表。
2001年6月30日、癌のためナッシュビルで死去。
2002年、ロックの殿堂のサイドマン部門を受賞。授賞式では、マーティ・スチュアートとブライアン・セッツァーがプレゼンターを務めた。

## 演奏スタイル
サムピックとフィンガーピッキングを多用して、ギターソロに厚みを出すのが特徴。低音弦(4～6弦)をミュートしながら弾き、高音弦(1～3弦)を指で弾いてメロディとコードを奏でる、マール・トラヴィスのトラヴィス・ピッキングを下敷きにしながら、開放弦を多用した独自の和音を重ねる。

## 受賞歴
- カントリー・ミュージック・アソシエーション
  - 1967 年間楽器奏者部門
  - 1968 年間楽器奏者部門
  - 1969 年間楽器奏者部門
  - 1981 年間楽器奏者部門
  - 1982 年間楽器奏者部門
  - 1983 年間楽器奏者部門
  - 1984 年間楽器奏者部門
  - 1985 年間楽器奏者部門
  - 1988 年間楽器奏者部門

- グラミー賞
  - 1971 最優秀カントリー演奏（ジェリー・リード） - Me and Jerry
  - 1972 最優秀カントリー演奏 - "Snowbird"
  - 1975 最優秀カントリー演奏（マール・トラヴィス） - The Atkins-Travis Traveling Show
  - 1976 最優秀カントリー演奏 - "The Entertainer"
  - 1977 最優秀カントリー演奏（レス・ポール） - Chester & Lester
  - 1982 最優秀カントリー演奏 - Country After All These Years
  - 1986 最優秀カントリー演奏（マーク・ノップラー） - "Cosmic Square Dance"
  - 1991 最優秀カントリー演奏（マーク・ノップラー） - "So Soft, Your Goodbye"
  - 1991 最優秀歌手共作（マーク・ノップラー） - "Poor Boy Blues"
  - 1993 最優秀カントリー演奏（ジェリー・リード） - Sneakin' Around
  - 1993 生涯功労賞
  - 1994 最優秀カントリー演奏（アスリープ・アット・ザ・ホイール、エルドン・シャンブリン、ジョニー・ギンブル、マーティ・スチュアート、ラッキー・オーシャンズ、ヴィンス・ギル） - "Red Wing"
  - 1995 最優秀カントリー演奏 - "Young Thing"
  - 1997 最優秀カントリー演奏 - "Jam Man"

- カントリー・ミュージック・ホール・オブ・フェイム・アンド・ミュージアム

1973年登録
- ロック・アンド・ロール・ホール・オブ・フェイム

2002年サイドマン部門登録